# Jeanne Aubert-Gris
Pour les articles homonymes, voir Aubert.
Ne doit pas être confondu avec Jeanne Aubert ou Jane Aubert-Krier.
Jeanne Marcelle Aubert-Gris, née Jeanne Marcelle Léonide Gris à Château-Gontier (Mayenne) le 16 février 1878, et morte à Paris 14e le 17 septembre 1978, est une peintre française.

## Biographie
Élève de Jean-Paul Laurens et d'Henri Royer, peintre de fleurs et d'intérieurs, membre de la Société des artistes français, elle expose régulièrement à l'Exposition d'Horticulture et fait partie de l'atelier Julian.